# Danny Williams (muzyk)
Danny Williams (ur. 7 stycznia 1942 w Port Elizabeth, zm. 6 grudnia 2005) – południowoafrykański piosenkarz reprezentujący muzykę pop.
Był popularny zwłaszcza w Anglii. Jest autorem najbardziej znanego coveru piosenki „Moon River” (oryginalnie wykonanej przez Audrey Hepburn w filmie Śniadanie u Tiffany’ego).

## Dyskografia
- Moon river (1961)
- The wonderful world of the young (1962)
- Jeannie (1962)
- White on white (1963)
- Dancing easy (1977)